# Felipe Rubini
Felipe Rubini (Montevideo, 20 de octubre de 2008), es un músico, estudiante, compositor y pianista uruguayo. 
Fue ganador del Concurso Nacional de Piano de Uruguay en 2021, en la categoría 1, realizado en el Auditorio Vaz Ferreira del Sodre.

## Biografía
Hijo de Solsiré Bertran y Federico Rubini, es el único hijo de una familia de profesores de música. Desde muy temprano empezó a estudiar música y piano.
Realizó actuaciones en el Argentino Hotel, Aeropuerto Internacional de Carrasco, Antel Arena, Sala Zitarrosa, entre otros.
Estuvo en el programa de Susana Giménez; A solas con Lucas Sugo y Desayunos informales, entre otros.
Fue concursante y semifinalista en la versión del formato internacional del programa de televisión de talento Got Talent Uruguay de Canal 10.
En 2022 fue galardonado con el Premio The Grace, al compositor al año.
Compartió escenarios y colaboraciones con violinista uruguayo Edison Mouriño, el músico Lucas Sugo, Luana Persíncula, Jorge Nasser, Alejandro Spuntone, Mariano Bermúdez, entre otros.
En 2023, participó de una máster clase con el profesor y pianista uruguayo estadounidense Enrique Graf. También lanzó su sencillo Selah con video.

## Premios
- 2021, Concurso Nacional de Piano de Uruguay.
- 2022, Premio The Grace, compositor del año.

## Televisión
- 2019, Susana Giménez en Telefe.
- 2020, A solas con Lucas Sugo.
- 2021, Got Talent Uruguay en Canal 10.
- 2023, Desayunos informales a Canal 12.
- 2023, La mañana en casa a Canal 10.[13]
- 2023, Vamo arriba en Canal 4.[14]

## Sencillos
- 2020, Tree of life
- 2020, Run For Love
- 2020, My Moon
- 2021, Mi Mayor Bendición
- 2022, Selah
- 2022, Soy Mejor (con Alejandro Spuntone)
- 2022, Nudo en la garganta (con Lucas Sugo)
- 2022, Roto (con Mariano Bermúdez)
- 2023, Candombe de la Aduana (con Jorge Nasser)
- 2023, Selah
- 2023, Volver A Vernos
- 2023, Universo Paralelo
- 2023, Carretera Perdida
- 2024, Que Poco Saben De Mi
- 2024, Lo Que El Tiempo Me Enseño
- 2024, Necesito Encontrarte
- 2024, La Clave
- 2025, Nessun Dorma

## Videoclip
- 2020, Tree Of Life (director Guillermo Dranuta)
- 2021, Run For Love
- 2022, Roto (con Mariano Bermúdez)
- 2022, Nudo en la Garganta (con Lucas Sugo)
- 2023, Selah